# Parti vert égyptien
Le Parti vert d'Égypte (en arabe Hizb Al-khodr) est un parti politique vert égyptien. Le parti porte ses priorités sur la protection et la promotion de l'écologie et l'utilisation optimale des ressources. Il appelle également à élaborer des solutions aux problèmes de pauvreté, de sous-développement et met en exergue les inconvénients de la mondialisation et du capitalisme.

## Historique
Le parti est fondé par l'ancien diplomate Hassan Ragab en 1990, et connait une interruption en 1995. Il est relancé en 1998. Lors des élections internes du parti en 2000, le Dr Abdel Munem Ali Ali Al Aasar est élu président du Parti vert. Il a ensuite été nommé au Conseil de la Choura (la Chambre haute du parlement égyptien). Cependant, les activités politiques sont devenues de plus en plus difficiles au cours des dernières années du régime Moubarak et le parti est resté inefficace.
Au lendemain du Printemps arabe en 2011, le parti a présenté des candidats aux élections législatives égyptiennes de 2011-2012. Le parti est actuellement membre des Verts mondiaux et des Verts africains,.